# بدون از دست دادن عمومیت
بدون از دست دادن عمومیت (انگلیسی: Without loss of generality، به اختصار WOLOG ,WLOG یا w.l.o.g.) عبارت پراستفاده‌ای در ریاضیات است که در اثباتی که پیش‌فرض را به حالتی خاص محدود می‌کند پیش از پیش‌فرض می‌آید و به این معنی است که اثبات این حالت خاص را به راحتی می‌توان برای همهٔ حالات دیگر اعمال کرد.
بنابراین با داشتن اثبات برای حالت خاص، تعمیم آن برای همهٔ حالت‌های دیگر بدیهی است.

## مثال
با در نظر گرفتن قضیهٔ زیر (که حالت خاص اصل لانه کبوتری است):
اگر سه چیز را به رنگ قرمز یا آبی رنگ شوند، حداقل دو تای آن‌ها همرنگ خواهند بود
ثابت می‌شود
بدون از دست دادن عمومیت فرض می‌شود که شیئ اولی قرمز است. اگر هر کدام از دو شیئ دیگر قرمز باشند، حداقل دو شیئ همرنگ هست. اگر هیچ‌کدام قرمز نباشند، هر دو آبی هستند و حداقل دو شیئ همرنگ هست؛ بنابراین قضیه اثبات می‌شود.
این اثبات صحیح است چرا در فرض می‌توان همان استدلال را برای حالت‌های دیگر به‌کار برد (قرمز را با آبی جایگزین کرد) و در اصل اثبات تفاوتی ایجاد نمی‌شود.